# Wagenwerkplaats Blerick
De Wagenwerkplaats Blerick is een voormalige wagenwerkplaats van de Nederlandse Spoorwegen op het stationsemplacement van het Venlose stadsdeel Blerick. De werkplaats geldt als industrieel erfgoed en staat sinds 2003 op de monumentenlijst. Het is met 7.375 m² een van de grootste industriële rijksmonumenten van Nederland.

## Geschiedenis
Met de sterke groei van het spoorwegvervoer aan het einde van 19e eeuw ontstond bij de Maatschappij tot Exploitatie van Staatsspoorwegen (SS) behoefte aan een nieuwe werkplaats voor onderhoud aan goederenmaterieel in het zuiden van Nederland. De keus viel op Blerick, waarbij de werkplaats werd gebouwd tussen de in die plaats samen komende spoorlijnen Eindhoven – Venlo en Nijmegen – Venlo.
De Wagenmakerij Blerick werd geopend op 1 maart 1889. Er werden reparaties en revisies aan goederenmaterieel verricht. Ook het brandweermaterieel van de spoorwegen vond onderdak in de hallen van de wagenwerkplaats. In 1920 werd de werkplaats uitgebreid. Na de Tweede Wereldoorlog kwamen er meer een zwaardere machines en kon het werktempo omhoog naar 20 à 25 wagons per dag. In 1951 werd een deel van de activiteiten overgeplaatst naar de Wagenwerkplaats Amersfoort.
Als gevolg van de afname van het goederenvervoer (met name kolenvervoer) werd de werkplaats te Blerick op 1 maart 1969 gesloten. Een deel van de werkplaatsgebouwen werd verhuurd aan Van Gend & Loos. Vanaf het einde van de jaren tachtig werd het werkplaatscomplex gebruikt voor het stallen van afgevoerde (diesel)locomotieven. Ook (toekomstig) museummaterieel, zoals rijtuigen Materieel '24, vonden hier onderdak. Ook de Stibans stalde hier materieel vanaf 2002.

## Architectuur
De in traditionele stijl gebouwde werkplaatsgebouw ligt aan de zuidzijde van de spoorlijn Nijmegen-Venlo en is gebouwd rond 1920. Het gebouw bestaat uit slechts één bouwlaag onder met golfplaten belegde sheddaken, opgetrokken in rode en gele baksteen. In de gevels bevinden zich rondboogvensters met ijzeren kozijnen. De toegang tot de werkplaats bestaat uit hoge segmentboogvormige houten poorten.

## Monument
De monumentale waarde zit in het economisch historisch belang van de werkplaats. Het pand is van betekenis voor de geschiedenis van de techniek in Nederland. In 2003 werd het complex aangewezen als rijksmonument. De werkplaats werd in 2007 verkocht aan BOEi (Nationale Maatschappij tot Behoud, Ontwikkeling en Exploitatie van industrieel erfgoed). Samen met de BankGiro Loterij en de Rijksdienst voor het Cultureel Erfgoed (RCE) werd het mogelijk gemaakt het gebouw te restaureren en een nieuwe bestemming te geven. Het gebouw werd gerestaureerd, waarbij onder andere het dak weer waterdicht wordt gemaakt en de gevels en ramen zijn hersteld en geschilderd.
Vanaf 2010 is het Spoorwegmuseum de belangrijkste nieuwe huurder, dat onderdak zocht ter vervanging van de stalling te Amersfoort en voor onderdak van de zich uitbreidende collectie. Op 30 januari 2014 was de restauratie gereed en kwam het gebouw beschikbaar voor het Spoorwegmuseum. Ook zijn er locomotieven van de Werkgroep loc 1501 / Stichting Klassieke Locomotieven ondergebracht.